# Guillermo Valdez
Guillermo Miguel Valdez es un exjugador de fútbol argentino nacido el 1 de febrero de 1978 en Argentina.

## Trayectoria
Guillermo Miguel Valdez se inició en las inferiores de Boca Juniors, y en 1999 debutó en Boca Juniors el 13 de junio de 1999 en una victoria ante Lanús por 4 a 1, sin embargo solo jugó 2 partidos, el más recordado, ante Unión, cuando el Xeneize presentó una formación irregular, con nombres como Fabricio Coloccini y Christian Dollberg. Ese año fichó con el Badajoz de España (allí jugó con Garate, Adrián Guillermo y Héctor Bracamonte. En la temporada 2000/01 volvió a Boca Juniors pero no encontró lugar. Fue entonces cuando partió hacia Italia para jugar en el Football Club Savoia 1908 . Pero solo duró solo unos meses. Luego se probó en el Racing de Ferrol, junto a otros compatriotas, pero el DT Luis César no aprobó la contratación de Valdez (si la de otros argentinos).  En la 2001/02 se sumó a Ferro Carril Oeste, donde tampoco hizo pie. Después en 2002 se probó en Instituto y por último en el Ionikos FC de Grecia en la temporada 2002/03. Actualmente juega F.C. Matera de la Serie D.

## Clubes
| Club                               | País      | Año       |
| ---------------------------------- | --------- | --------- |
| Club Atlético Boca Juniors         | Argentina | 1999      |
| Badajoz                            | España    | 1999-2000 |
| Club Atlético Boca Juniors         | Argentina | 2000-2001 |
| Football Club Savoia 1908          | Italia    | 2001      |
| Ferro Carril Oeste                 | Argentina | 2001-2002 |
| Instituto Atlético Central Córdoba | Argentina | 2002-2003 |
| Ionikos FC                         | Grecia    | 2003-2004 |
| F.C. Matera                        | Italia    | 2004-2008 |